# Кузьминка (Костромской район)
Кузьминка — деревня в Костромском районе Костромской области. Входит в состав муниципального образования Чернопенское сельское поселение. Находится в пригородной зоне Костромы.

## Географическое положение
Расположена в юго-западной части области, примерно в 500 метрах от к южной окраины пос. Сухоногово, на Горьковском водохранилище (река Волга).

## История
С 30 декабря 2004 года Кузьминка входит в образованное муниципальное образование Чернопенское сельское поселение, согласно Закону Костромской области № 237-ЗКО.

## Население
| 2008 | 2010 | 2014 |
| ---- | ---- | ---- |
| 12   | ↘9   | ↗17  |

## Инфраструктура
Санаторий «Серебряный плёс».
Школьники прикреплены к МОУ Чернопенская средняя общеобразовательная школа в пос. Сухоногово.

## Транспорт
Доступен автомобильным и водным транспортом.
Пристань.
Проходит автодорога 34Н-35 Тимонино-Густомесово с выездом через Сухогоново на федеральную трассу Р-132 «Золотое кольцо» (бывшая Р-600 «Кострома-Иваново»).
Остановка общественного транспорта «Кузьминка».